# Spektroskopi
Spektroskopi eller spektrometri er måling og studie af frekvensspektra. Ved et spektrum fra atomer, molekyler, stjerner forstås almindeligvis fordeling af intensitet som funktion af energien i de udsendte partikler (f.eks. elektroner eller fotoner). Apparatet som benyttes til at måle spektre kaldes et spektrometer.
Der findes flere forskellige former for spektroskopi, bl.a. infrarød spektroskopi (IR), massespektrometri (MS) og NMR. Infrarød er god til at fortælle, hvilke funktionelle grupper stoffet indeholder. Ud fra MS kan man bl.a. se halogener, samt hvor stort stoffet er, ved at finde molvægten. Der findes flere forskellige former for NMR, bl.a. H og C. Disse fortæller, hvor mange forskellige H- og C-atomer der er i stoffet.
I astronomi anvender man eksempelvis spektroskopi til at bestemme grundstofsammensætningen i en stjerne ved at analysere spektret af dens lys. Stjernernes forskellige spektre opdeles i spektralklasser.